# 디페닐에틸렌

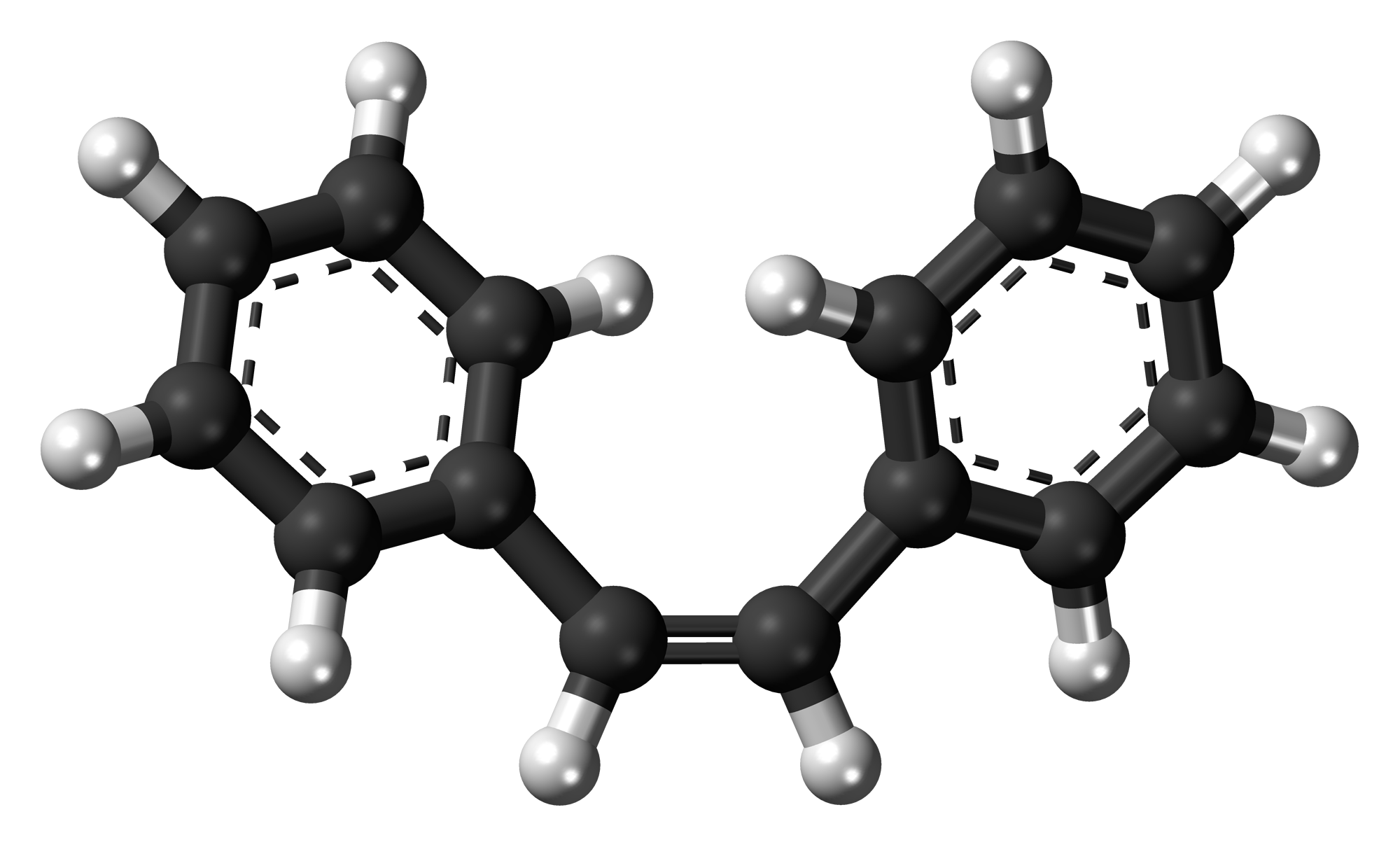
(Z)-스틸벤 분자 모델

디페닐에틸렌(diphenylethylene, diphenylethene)은 다음을 가리킬 수 있다.
- 1,1-디페닐에틸렌
- 1,2-디페닐에틸렌, 또는 스틸벤
  - (E)-스틸벤 (트랜스 이성질체)
  - (Z)-스틸벤 (시스 이성질체)

## 같이 보기
- 스틸베노이드

| Disambiguation icon | 이 문서는 명칭이 같은 여러 화합물을 연결하는 색인 문서입니다. |